# Friso von Oranien-Nassau

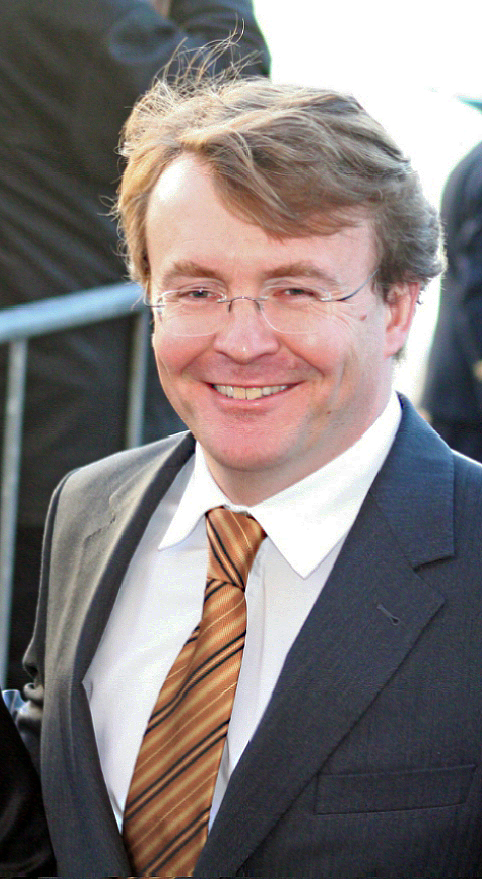
Friso von Oranien-Nassau (2008)

Johan Friso Bernhard Christiaan David von Oranien-Nassau von Amsberg, Prinz von Oranien-Nassau, Graf von Oranien-Nassau, Herr von Amsberg, (* 25. September 1968 in Utrecht; † 12. August 2013 in Den Haag) war der zweite Sohn von Prinzessin Beatrix und Prinz Claus der Niederlande.

## Ausbildung
Friso wuchs mit seinen Brüdern Willem-Alexander und Constantijn bis 1981 auf Schloss Drakensteyn in Lage Vuursche auf. Als seine Mutter Beatrix zur Königin gekrönt wurde, zog die Familie ins Schloss Huis ten Bosch nach Den Haag um. Er wurde an öffentlichen Schulen in Baarn und Den Haag zusammen mit Kindern aller sozialen Schichten unterrichtet. 1986 schloss er die Schule mit dem VWO-Zertifikat (Hochschulreife) ab.
Nach seinem Schulabschluss studierte Friso von 1986 bis 1988 an der University of California, Berkeley Maschinenbau. Im Anschluss daran absolvierte er ein Studium der Luft- und Raumfahrttechnik an der Technischen Universität Delft. 1994 schloss er dieses Studium ab und arbeitete für den amerikanischen Flugzeughersteller McDonnell Douglas in Kalifornien. Von 1990 bis 1995 studierte Friso Wirtschaftswissenschaften an der Erasmus-Universität Rotterdam und schloss dieses Studium mit einer Abschlussarbeit über die Anwendungsmöglichkeiten aktueller Entwicklungen im Maschinenbau in der Luftfahrtwirtschaft ab. Von Oktober 1995 bis Dezember 1996 arbeitete Friso bei der internationalen Unternehmensberatung McKinsey. 1997 vervollständigte er seine Studien an der Business School INSEAD, im französischen Fontainebleau.

## Ehe und Familie

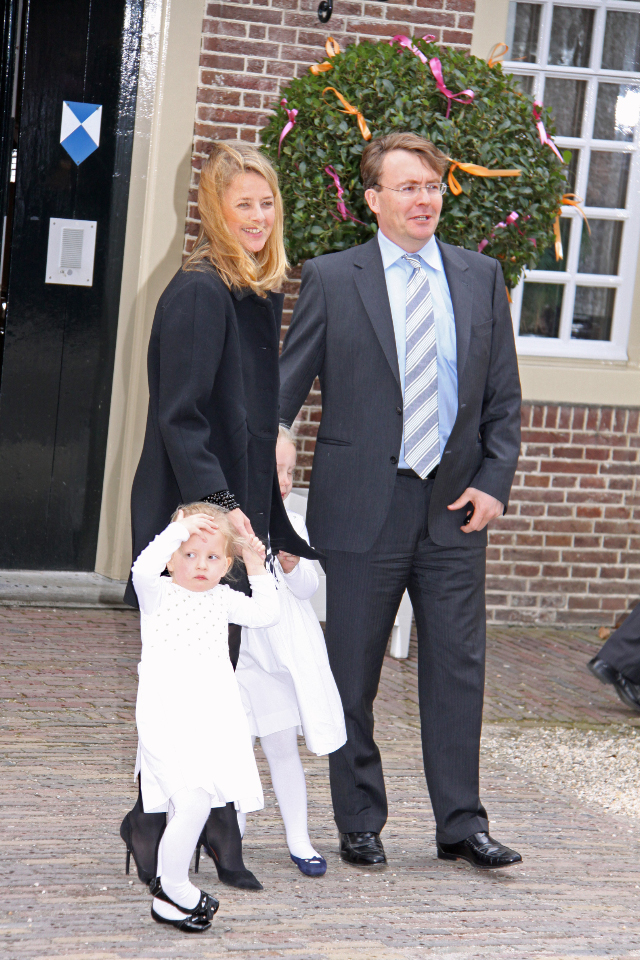
Friso mit seiner Frau Mabel und den beiden Töchtern (2010)

Am 30. Juni 2003 verlobte er sich mit der bürgerlichen Mabel Wisse Smit, am 24. April 2004 heiratete das Paar in Delft. Aufgrund einer früheren Beziehung Mabels zu der niederländischen Unterweltgröße Klaas Bruinsma verweigerten Regierung und Parlament ihre Zustimmung zur Hochzeit. Mit seiner Eheschließung verlor der Prinz seinen Titel „Prinz der Niederlande“, seinen Platz in der Thronfolge und seine Zugehörigkeit zum niederländischen Königshaus. Seine Mutter Beatrix, Königin der Niederlande, verlieh ihm daher den  persönlichen Titel „Prinz von Oranien-Nassau“ mit der Anrede „Königliche Hoheit“. Mabel wurde mit der Eheschließung nicht in den Adelsstand erhoben, trägt aber die Titel ihres Mannes. 
Aus der Ehe gingen zwei Kinder hervor:
- Emma Luana Ninette Sophie Gravin van Oranje-Nassau und Jonkvrouw van Amsberg (* 26. März 2005 in London)
- Joanna Zaria Nicoline Milou Gravin van Oranje-Nassau und Jonkvrouw van Amsberg (* 18. Juni 2006 in London)

Die Töchter von Friso sind ebenfalls von der Thronfolge ausgeschlossen. Sie tragen den Titel „Gräfin von Oranien-Nassau“ (Gravin van Oranje-Nassau).

## Berufstätigkeit
Friso arbeitete 2003 für die Investmentbank Goldman Sachs in London. Seit März 2004 war er in Teilzeit Raumfahrt-Direktor der Niederländischen Organisation für Angewandte Naturwissenschaftliche Forschung in Delft. Für das – auf Urananreicherung spezialisierte – britische Nukleartechnologieunternehmen Urenco war er seit 2011 als Chief Financial Officer (CFO) tätig.

## Lawinenunfall 2012

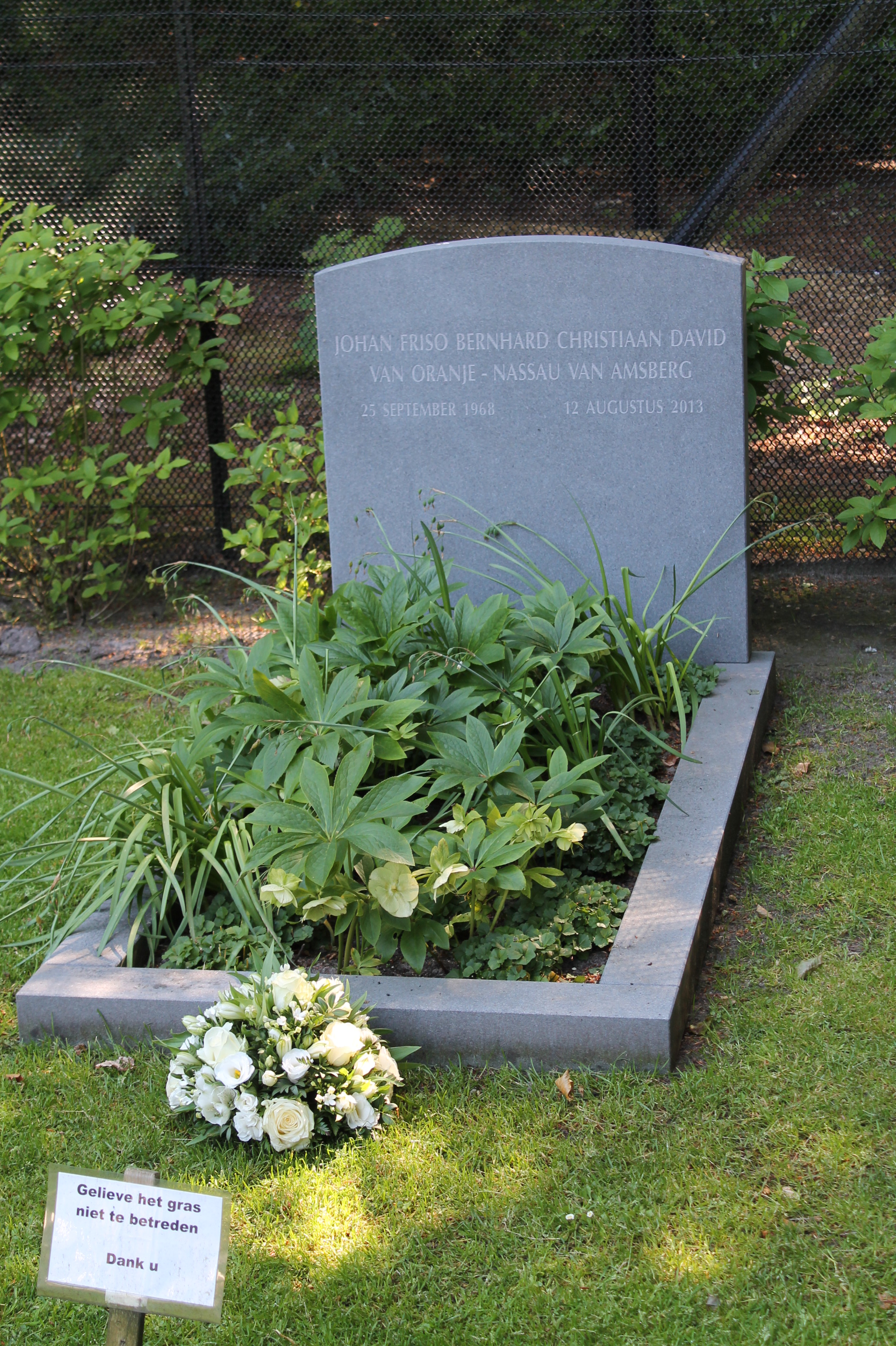
Grab auf dem Friedhof an der Stulpekerk (Lage Vuursche)

Während eines Skiurlaubs im österreichischen Lech am Arlberg verunglückte Friso am 17. Februar 2012 gegen 12:15 Uhr bei einem Lawinenunfall im Bereich Litzen-Zugertobel. Gemeinsam mit einem befreundeten einheimischen Hotelier befuhr Friso einen Hang abseits des gesicherten Skiraums in Richtung Zugertobel. Die Lawinengefahr war an diesem Tag mit Stufe 4 auf der fünfstufigen europäischen Gefahrenskala für Lawinen angegeben. Im Verlauf dieser Abfahrt wurde ein 30 Meter breites und 40 Meter langes Schneebrett ausgelöst. Während sein Begleiter noch einen Lawinenairbag auslösen konnte und so beim Lawinenabgang an der Oberfläche der Schneemassen blieb, wurde Friso, der nur einen Lawinenpiepser bei sich hatte, verschüttet. Obwohl der Begleiter sofort den Rettungsdienst alarmierte und selbst ohne Hilfsmittel zu graben begann, war Friso 23 Minuten lang in 40 cm Tiefe verschüttet. Er wurde 50 Minuten lang reanimiert.
Friso wurde ins Universitätsklinikum Innsbruck geflogen und dort intensivmedizinisch behandelt. Am 24. Februar gab der Chefarzt der Traumatologischen Intensivstation, Wolfgang Koller, bekannt, dass bei einer MRT-Untersuchung schwere neurologische Schäden im Gehirn des Prinzen festgestellt worden waren. Die Prognose für ein Erwachen aus dem Koma war in seiner damaligen gesundheitlichen Verfassung negativ. Am 1. März 2012 wurde Friso vom Universitätsklinikum Innsbruck in eine private Spezialklinik für neurologische Frührehabilitation in London und am 9. Juli 2013 in das Schloss Huis ten Bosch in Den Haag verlegt.

## Tod
Prinz Johan Friso verstarb am 12. August 2013 auf Schloss Huis ten Bosch an Komplikationen infolge der Hirnschädigung bei seinem Skiunfall 2012. 
Da er seit seiner Heirat kein Mitglied des Königshauses mehr war, wurde er am 16. August 2013 ohne Staatsbegräbnis im Rahmen einer privaten Zeremonie auf dem Friedhof an der Stulpkerk in Lage Vuursche, welcher an das Schloss Drakensteyn angrenzt, beigesetzt.
Die Johan-Friso-Schleuse in Stavoren, Niederlande, ist nach ihm benannt.